# Aleuroplatus semiplumosus
Aleuroplatus semiplumosus là một loài côn trùng cánh nửa trong họ Aleyrodidae, phân họ Aleyrodinae.
Aleuroplatus semiplumosus được Russell miêu tả khoa học đầu tiên năm 1944.